# عمر گایه
عمر گایه (انگلیسی: Omar Gaye؛ زادهٔ ۱۸ سپتامبر ۱۹۹۸) بازیکن فوتبال اهل گامبیا است.
وی همچنین در تیم ملی فوتبال گامبیا بازی کرده است.